# Jannie Engelbrecht
Pour les articles homonymes, voir Engelbrecht.

a Compétitions nationales et continentales officielles uniquement.

b Matchs officiels uniquement.
 Jan (Jannie) Pieter Engelbrecht, né le 10 novembre 1938 au Cap (Afrique du Sud), est un ancien joueur de rugby à XV sud-africain qui a joué avec l'équipe d'Afrique du Sud. Il jouait au poste d'ailier.

## Biographie
Jannie Engelbrecht effectue son premier test match avec les Springboks le 30 avril 1960 à l'occasion d'un match contre l'équipe d'Écosse. Son dernier test match est contre l'équipe d'Australie le 16 août 1969.

## Palmarès
- 33 sélections (8 essais) avec l'équipe d'Afrique du Sud
- Sélections par années : 3 en 1960, 5 en 1961, 3 en 1962, 2 en 1963, 2 en 1964, 8 en 1965, 4 en 1967, 4 en 1968, 2 en 1969